# Sanday (Hébrides intérieures)
Ne doit pas être confondu avec Sanda, Sandray, Sandoy ou Sandøy.
Pour les articles homonymes, voir Sanday.
Sanday est une île faisant partie du groupe des Small Isles qui appartiennent à l'archipel des Hébrides intérieures en Écosse. Sanday est située dans la mer des Hébrides et fait partie du Council area des Highland. Elle appartient depuis 1981 au National Trust for Scotland.
Elle dépend de l'île de Canna à laquelle elle est reliée par des bancs de sable à marée basse et par une passerelle. L'île possède une école fréquentée par les enfants de Canna qui utilisent la passerelle pour s'y rendre.

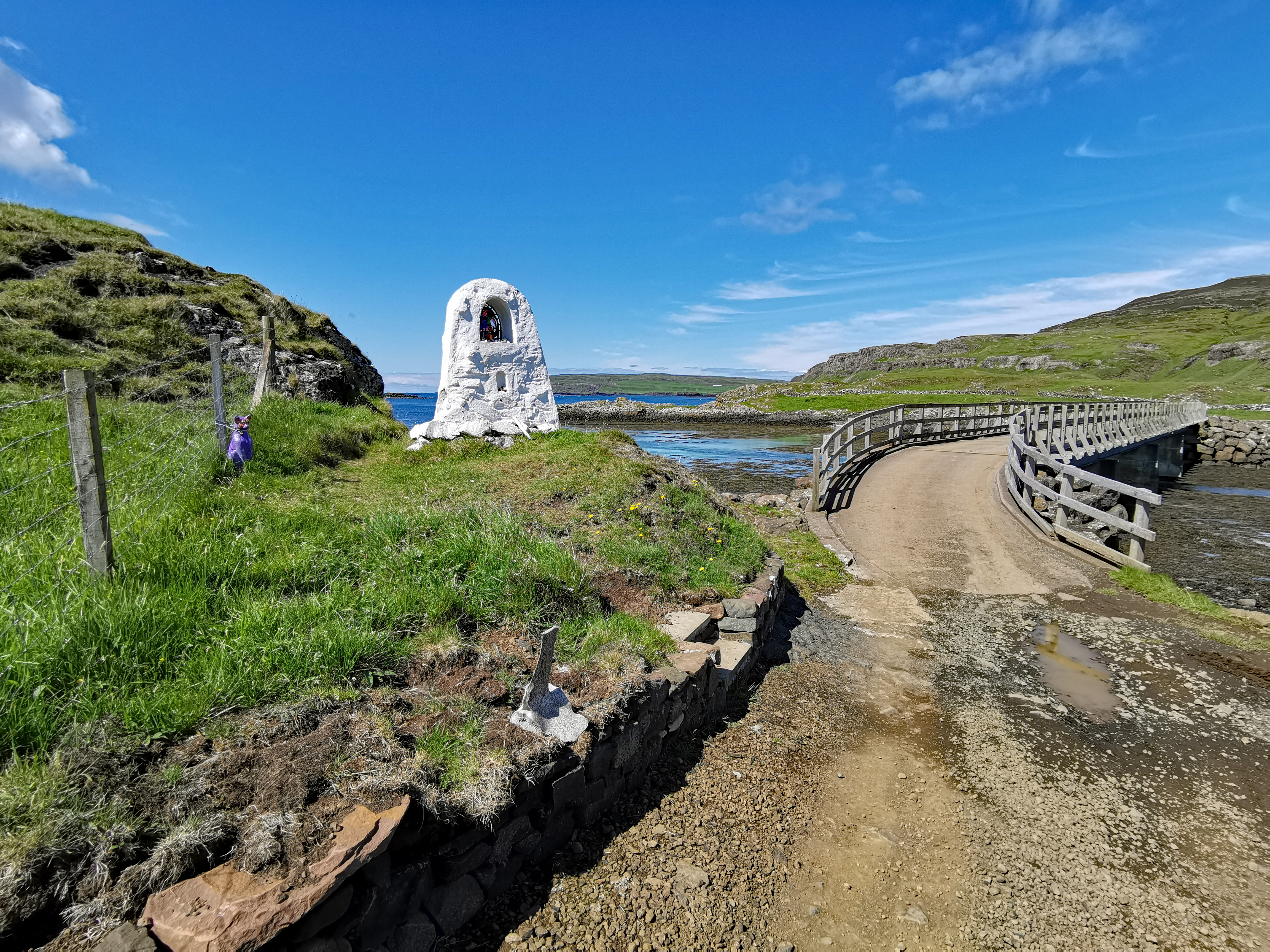
La passerelle de Sanday.

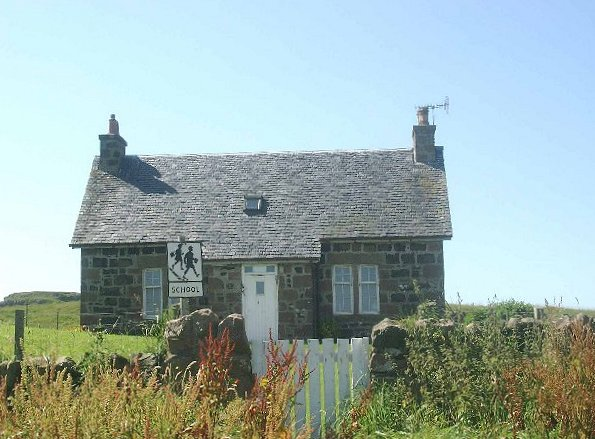
L'école de Sanday, 4 élèves en 2003.

### Référence
- (en) Cet article est partiellement ou en totalité issu de l’article de Wikipédia en anglais intitulé « Sanday, Inner Hebrides » (voir la liste des auteurs).